# Distretto di Ngoma
Il distretto di Ngoma è un distretto (akarere) del Ruanda, parte della Provincia Orientale con capoluogo Kibungo.
Il distretto si compone di 14 settori (imirenge):
- Gashanda
- Jarama
- Karembo
- Kazo
- Kibungo
- Mugesera
- Murama
- Mutenderi
- Remera
- Rukira
- Rukumberi
- Rurenge
- Sake
- Zaza